# Ếch đồng
Ếch đồng (Hoplobatrachus rugulosus) là một loài ếch trong họ Dicroglossidae. Nó được tìm thấy ở Campuchia, Trung Quốc, Hồng Kông, Lào, Ma Cao, Malaysia, Myanmar, Philippines, Đài Loan, Thái Lan và Việt Nam. Môi trường sống tự nhiên của nó là đầm lầy nước ngọt, đầm lầy nước ngọt ngắt quãng, đất nông nghiệp, đất đồng cỏ, vườn nông thôn, vùng đô thị, ao, đầm nuôi trồng thủy sản, đào lộ thiên, đất tưới tiêu, đất nông nghiệp bị ngập lụt theo mùa, kênh và mương. Chúng sinh sản vào mùa xuân đến đầu mùa hè.
Giống Thái Lan thuần hóa và quần thể H. rugulosus hoang dã của Trung Quốc lần lượt thuộc hai dòng di truyền riêng biệt. Yu và cộng sự. (2015) gợi ý rằng H. rugulosus trên thực tế có thể là một phức hợp loài khó hiểu.

## Mô tả
H. rugulosus là một loài ếch lớn, khỏe, có chiều dài mõm lên tới 12 cm trở lên. Con cái lớn hơn con đực. Chúng chủ yếu là loài ăn côn trùng.

## Tên khu vực
Ếch đồng thường được gọi là 田雞 ("gà đồng") hoặc 虎皮 蛙 ("ếch da hổ") ở Trung Quốc Đại lục, Hồng Kông, Đài Loan, Ma Cao và các cộng đồng người Hoa trên toàn thế giới. Trong tiếng Philippines, chúng được gọi là "palakang bukid", có nghĩa là "ếch đồng."

## Tình trạng bảo tồn
Ếch đồng hiện nay không bị tiêu hao và giữ được số lượng cá thể.

## Môi trường sống
Ếch đồng sống ở những nơi ẩm ướt, gần bờ nước (ao, đầm nước, v.v). Chúng kiếm ăn vào ban đêm. Mồi thường là sâu bọ, cua, cá con, giun, ốc,...Ếch ẩn trong hang qua mùa đông (hiện tượng trú đông). Ếch là động vật biến nhiệt.

## Cấu tạo trong

### Hệ tiêu hóa
Ống tiêu hóa: Miệng, thực quản, dạ dày, ruột non, ruột già,
Tuyến tiêu hóa: tuyến gan-mật, tuyến tụy.

### Hệ tuần hoàn
Tim 3 ngăn: 2 tâm nhĩ, 1 tâm thất. Có 2 vòng tuần hoàn: Vòng tuần hoàn phổi, vòng tuần hoàn cơ quan.
Máu đi nuôi cơ thể là máu pha.

### Hệ hô hấp
Hô hấp bằng da và phổi, chủ yếu bằng cái da. Phổi cấu tạo không phức tạp
Sự thông khí nhờ sự nâng hạ của thềm miệng.

### Hệ sinh sản
Sinh sản trong môi trường ẩm ướt. Có cơ quan giao phối là bộ phận sinh dục đực và cái. Kiểu sinh sản: thụ tinh ngoài.

### Hệ thần kinh
Tiểu não kém phát triển.
Não trước và thùy thị giác phát triển.
Còn có hành tủy, tủy sống.

## Cấu tạo ngoài

###### Cấu tạo ngoài của ếch thích nghi với đời sống vừa ở nước vừa ở cạn:
Da trần, phủ chất nhầy, ẩm, dễ thấm khí.
Mắt có mi giữ nước mắt do tuyến lệ tiết ra, tai có màng nhĩ.
Mắt và lỗ mũi ở cao trên đầu, mũi thông khoang miệng.
Chi 5 phần có ngón chia đốt, linh hoạt.
Đầu dẹp, nhọn khớp với thân thành một khối thuôn nhọn về phía trước.
Các chi sau có màng bơi căng giữa các ngón (giống chân vịt).

## Di chuyển
Chúng di chuyển nhờ có 4 chi có ngón (trên cạn). Ngoài ra ếch đồng còn có thể bật nhảy để tiến về phía cần đi.
Khi di chuyển dưới nước, chúng dùng 2 chi sau có màng bơi căng giữa các ngón giống vịt để bơi trong nước.Trong khi bơi, chúng ló mắt và mũi khỏi mặt nước để lấy Oxy hô hấp, đồng thời để quan sát hướng đi dễ hơn.

## Sinh sản
Ếch trưởng thành, đến mùa sinh sản (vào cuối xuân, sau những trận mưa rào đầu hạ), ếch đực gọi ếch cái để ghép đôi. Ếch cái cõng ếch đực trên lưng, ếch đực ôm ngang bụng ếch cái tìm đến bờ nước để đẻ. Ếch cái đẻ đến đâu, ếch đực ngồi trên lưng tưới tinh đến đó, sự thụ tinh xảy ra bên ngoài cơ thể cá thể mẹ (thụ tinh ngoài).

## Vòng đời
Trứng (đã được thụ tinh do con đực) tập trung thành từng đám nổi trên mặt nước. Sau một thời gian, trứng phát triển nở thành nòng nọc. Trải qua một quá trình biến đổi phức tạp qua nhiều giai đoạn để trở thành ếch con rồi trưởng thành.

## Công dụng
Chúng thường được tìm thấy ở các chợ ẩm thực, chợ hải sản và cửa hàng thú cưng. Ở các chợ ẩm ướt, chúng thường được bán theo miếng hoặc theo kg. Những con ếch cỡ trung bình được bán làm vật nuôi trong các cửa hàng thú cưng, và biến thể nhỏ hơn được bán làm thức ăn sống cho cá rồng. Chúng được nuôi rộng rãi ở Tứ Xuyên, Trung Quốc, Malaysia và Thái Lan.
Những con ếch này, mặc dù nhỏ hơn nhiều so với các đồng loại phương Tây của chúng, được người Trung Quốc sử dụng để nấu chân ếch và người Philippines nấu chúng bằng phương pháp adobo. Chi trước và chân sau của ếch được chiên trong dầu, trong khi theo phương pháp adobo (trong đó toàn bộ con ếch được sử dụng), chúng được nấu trong nước tương và giấm.

## Hình ảnh

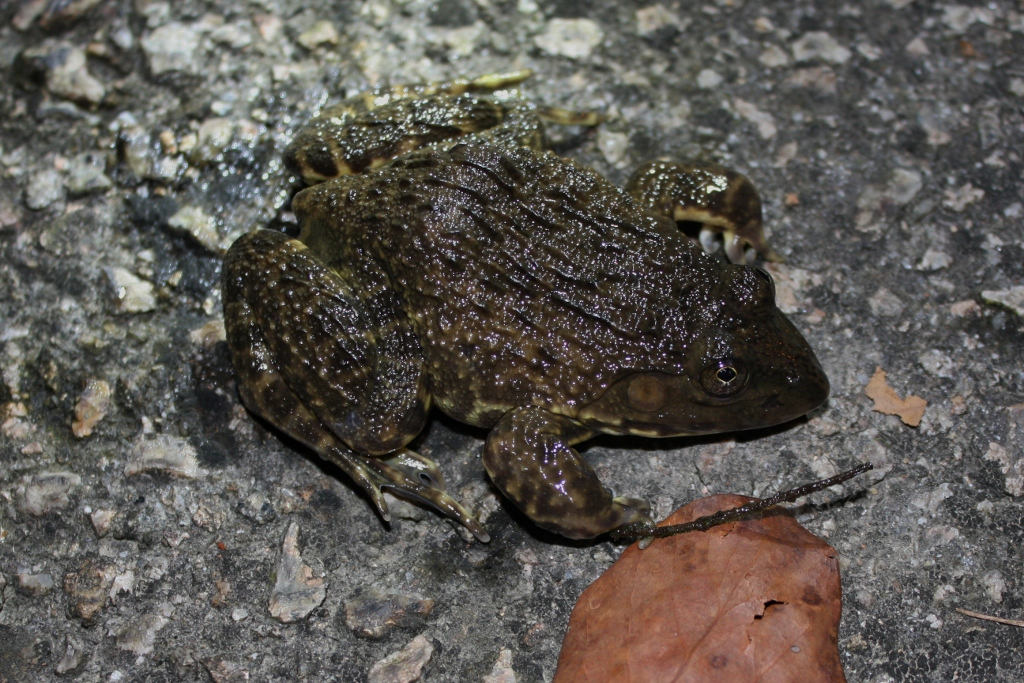
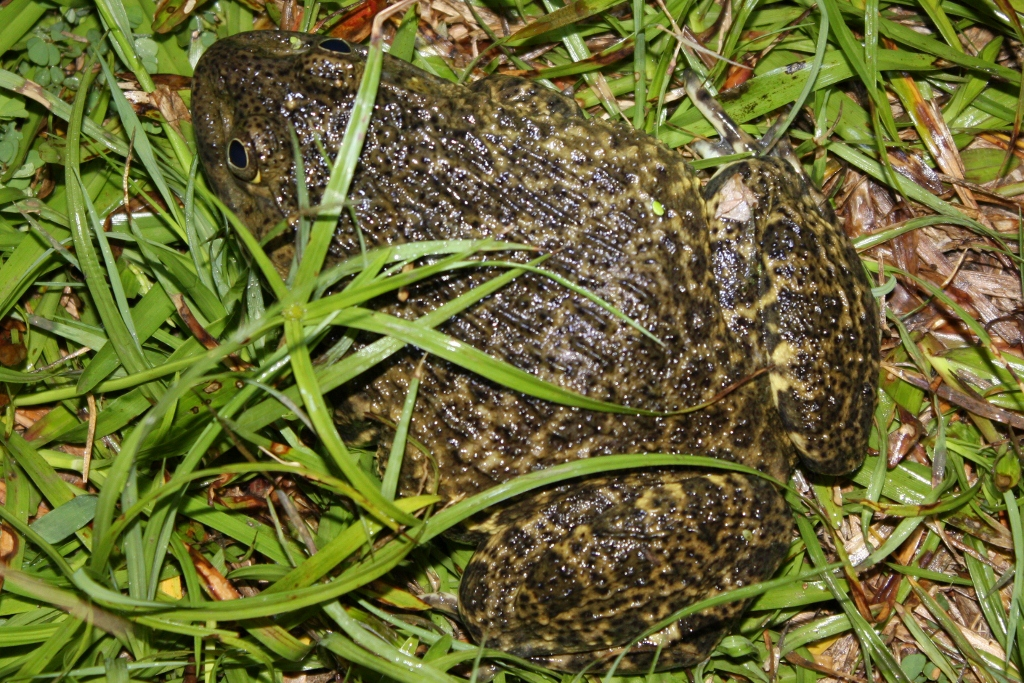
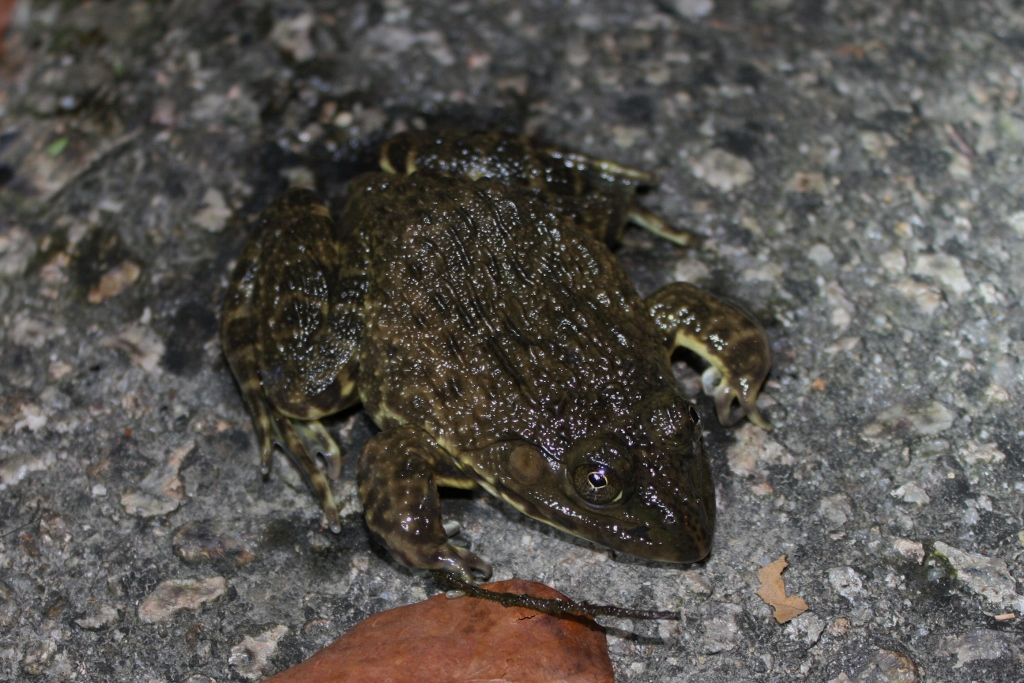
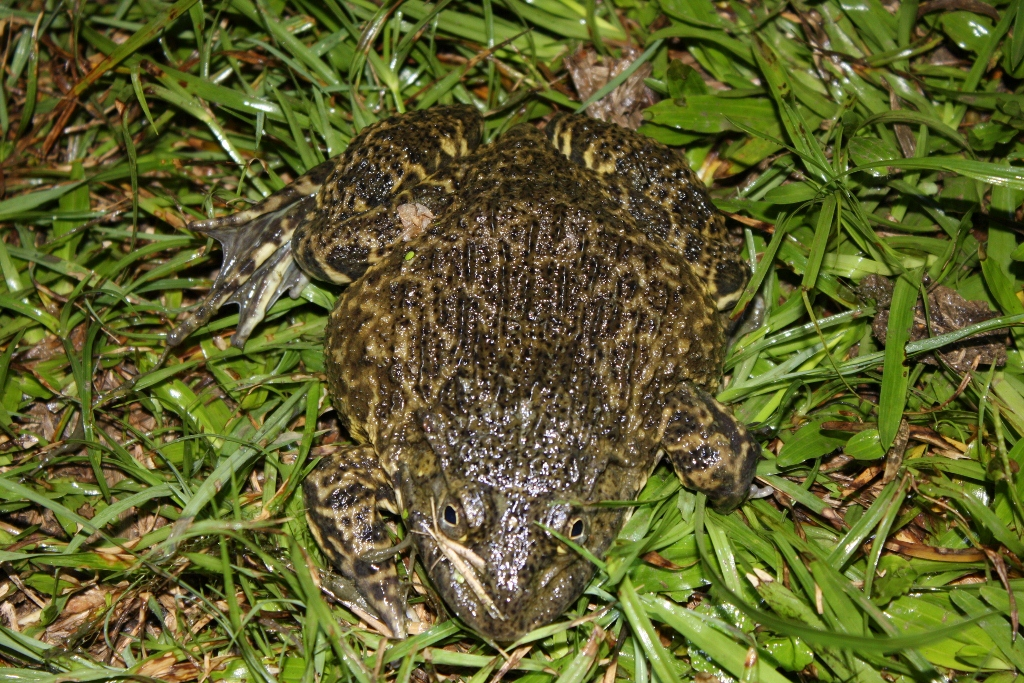